# Castanopsis endertii
Castanopsis endertii là một loài thực vật có hoa trong họ Fagaceae. Loài này được Hatus. ex Soepadmo mô tả khoa học đầu tiên năm 1968.